# Seladerma alpestre
Seladerma alpestre är en stekelart som först beskrevs av Ruschka 1912.  Seladerma alpestre ingår i släktet Seladerma och familjen puppglanssteklar. Arten är reproducerande i Sverige. Inga underarter finns listade i Catalogue of Life.